# Molophilus vigilans
Molophilus vigilans är en tvåvingeart som beskrevs av Alexander 1956. Molophilus vigilans ingår i släktet Molophilus och familjen småharkrankar. Inga underarter finns listade i Catalogue of Life.